# Nanowissenschaften
Der Begriff Nanowissenschaften umfasst Forschung, die sich mit Materialien im Nanometer-Maßstab befasst. Nano kommt von altgr. nannos ("der Zwerg") und bezeichnet bei Maßeinheiten den milliardsten Teil der Einheit. Also sind eine Milliarde Nanometer ein Meter. Bei den Materialien dieser Größenordnung handelt es sich um Atome, Moleküle und Cluster, die zum Teil einzeln mit unterschiedlichen Methoden neuartig benutzt werden. Eine zentrale Rolle dabei spielen Quantenmechanik und Oberflächenchemie.

## Anwendungsbereiche
Als Nanowissenschaften können deshalb Gebiete der Chemie, Physik und Biologie bezeichnet werden, die sich mit Molekülen als solchen und ihrer Handhabung befassen. Der Begriff wurde eigentlich vor allem für Materialwissenschaften eingeführt.
Damit verbunden ist die Vorstellung von unsichtbar kleinen Maschinen. Experimentell konnte beispielsweise nachgewiesen werden, dass es möglich ist, mit speziellen Nanowerkzeugen wie dem Rasterkraftmikroskop oder der Optischen Pinzette Nanoteilchen, einzelne Moleküle und Atome zu bewegen. Zum Beispiel gelang es der Gruppe von Don Eigler bei IBM schon 1989 das Firmenlogo mit Xenon-Atomen darzustellen.
Vereinzelt wird kritisiert, dass der Begriff „Nano“ derzeit vielfach als (inflationär eingesetztes) Schlagwort benutzt werde, mit dem sich gut Forschungsmittel einwerben lassen. So wird gefordert, dass der Begriff Nanowissenschaft nur für solche Forschung verwendet werden solle, bei der sich bestimmte (z. B. Werkstoff-)Eigenschaften bei Verkleinerung in den Nanometerbereich auf „besondere“ Art ändern.

## Visualisierung
Das Auflösungsvermögen herkömmlicher (optischer) Mikroskope reicht nicht aus, um Strukturen auf der Nanometerskala aufzulösen. Geeignet sind Elektronenmikroskope und Rastersondenmethoden wie das Rastertunnelmikroskop oder das Rasterkraftmikroskop, mit welchen sich unter günstigen Bedingungen eine atomare Auflösung erzielen lässt.

## Differenzierungsbereiche
- Nanotechnologie
- Nanomechanik und Molekülmechanik
- Nanoelektronik
- Nano-Optik